# (4205) David Hughes
(4205) David Hughes (1985 YP) – planetoida z grupy przecinających orbitę Marsa okrążająca Słońce w ciągu 2,27 lat w średniej odległości 1,73 j.a. Odkryta 18 grudnia 1985 roku.